# Lichtner Seamount
Lichtner Seamount är ett djuphavsberg i Antarktis. Det ligger i havet utanför Östantarktis. Norge gör anspråk på området.